# Étoile des Espoirs
Die Étoile des Espoirs (frz., dt.: Stern der Hoffnungen) war ein  französisches Etappenrennen im Straßenradsport.
Das Rennen wurde in den Jahren 1971 bis 1985  von Monde Six organisiert, einem Unternehmen, das von Jean Leulliot gegründet und geleitet wurde. Zunächst war es alleine Neoprofis vorbehalten. Von 1974 an starteten auch Amateurnationalmannschaften.

## Sieger
| Jahr | Gewinner                | Zweiter          | Dritter              |
| ---- | ----------------------- | ---------------- | -------------------- |
| 1971 | Raymond Poulidor        | Bernard Thévenet | Yves Hézard          |
| 1972 | Bernard Labourdette     | André Mollet     | Gérard Moneyron      |
| 1973 | Cees Bal                | Willy Teirlinck  | Roger Rosiers        |
| 1974 | Roy Schuiten            | Willy Teirlinck  | Cyrille Guimard      |
| 1975 | Aad van den Hoek        | Bernard Vallet   | Patrick Perret       |
| 1976 | Jean-Luc Vandenbroucke  | Bernard Thévenet | Robert Bouloux       |
| 1977 | Jean-Luc Vandenbroucke  | Gregor Braun     | Willy Teirlinck      |
| 1978 | Daniel Gisiger          | Fedor den Hertog | Gery Verlinden       |
| 1979 | Sven-Åke Nilsson        | Jo Maas          | Eulalio García       |
| 1980 | Gilbert Duclos-Lassalle | Phil Anderson    | Marino Lejarreta     |
| 1981 | Stephen Roche           | Dominique Arnaud | Siegfried Hekimi     |
| 1982 | Jean-Luc Vandenbroucke  | Joop Zoetemelk   | Laurent Fignon       |
| 1983 | Stephen Roche           | Francis Castaing | Marc Madiot          |
| 1984 | Gilbert Duclos-Lassalle | Maarten Ducrot   | Miroslav Sýkora      |
| 1985 | Ronan Pensec            | Dominique Gaigne | Jean-Paul van Poppel |